# Liste des sites mégalithiques en Espagne
Cette liste recense les sites mégalithiques en Espagne.

## Liste
Du fait du nombre de sites sur l'intégralité du pays, la liste est subdivisée par communauté autonome :
- Andalousie
- Aragon
- Asturies
- Îles Baléares
- Îles Canaries
- Cantabrie
- Castille-et-León
- Castille-La Manche
- Catalogne
- Estrémadure
- Galice
- Communauté de Madrid
- Région de Murcie
- Navarre
- Pays basque
- La Rioja
- Communauté valencienne